# Lễ hội Ná Nhèm

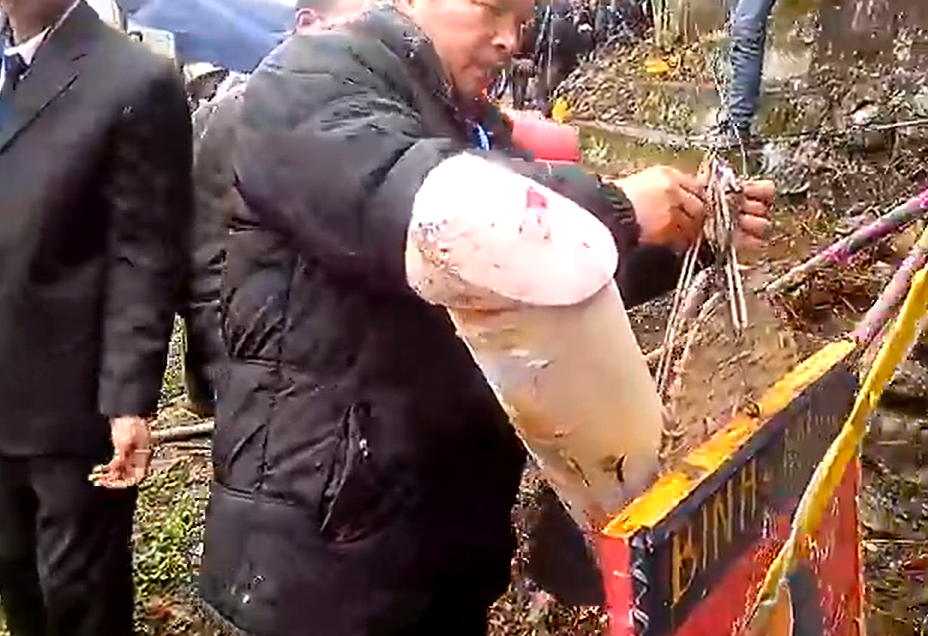
Tàng thinh và Mặt nguyệt trong lễ hội Ná Nhèm vào năm 2016.

Lễ hội Ná Nhèm là một lễ hội phồn thực được tổ chức hàng năm vào mỗi ngày Rằm tháng Giêng âm lịch tại xã Trấn Yên, huyện Bắc Sơn, tỉnh Lạng Sơn. Theo tiếng Tày, "Nhá Nhèm" được hiểu là mặt nhọ. Lễ hội là việc phục dựng lại câu chuyện đánh giặc ngoại xâm của nhân dân cùng các tín ngưỡng, phong tục tập quán địa phương. Đây cũng là lễ hội duy nhất mà con cháu nhà Mạc được hô vạn tế với vua tổ của mình là Mạc Thái Tổ và Mạc Thái Tông.

## Nghi thức
Lễ hội Ná Nhèm được diễn ra vào ngày Rằm tháng Giêng âm lịch hàng năm nhưng nó đã được tổ chức thực hiện từ hai tuần trước đó. Bắt đầu từ ngày đầu năm mới theo âm lịch thì sẽ bắt đầu diễn ra lễ cúng Thành Hoàng. Các cụ già sẽ tổ chức họp và bàn giao khóa lềnh, khóa mo, khóa hội trong thời khắc giao thừa.
Lễ hội bao gồm các nghi thức thờ cúng Thành Hoàng, đức thánh Cao Sơn Quý Minh, đức vua Miêu Tĩnh và đức vua Cao Quyết. Lễ hội còn được thể hiện cùng với tích đánh cướp giữ làng và văn hóa địa phương của người Tày. Trong lễ hội, những người rước lễ vật và phục lại trận đánh giặc đều phải bôi nhọ mặt để hóa trang thành giặc Sấc Tài Ngàn cho ma, quỷ không nhận ra mà trả thù. Theo sự tích, những ma, quỷ dữ dọa người chính là 12 tên cướp đến thôn cướp bóc, bị đánh đuổi rồi chết tại đây.
Ngoài ra, lễ hội còn có nghi thức rước sinh thực khí nam (Tàng thinh) và sinh thực khí nữ (Mặt nguyệt). Theo phong tục, mỗi năm Tàng thinh và Mặt nguyệt sẽ được thay đổi một lần do lần tổ chức trước hai linh vực này đã siêu hóa. Tàng thinh được mô tả theo hình ảnh dương vật của nam giới và Mặt nguyệt là hai chiếc mẹt cỡ lớn úp mặt vào nhau, cùng biểu tượng âm dương và hai chữ "Bình An". Ý nghĩa của hai linh vật này được xem là mong ước sinh sôi nảy nở và con cháu đông đúc.
Những trì diễn Sỹ - Nông - Công - Thương, Ngư - Tiều - Canh - Mục (kén dâu, kén rể) và biểu diễn võ thuật cũng đã được diễn ra từ lúc di chuyển từ làng Mỏ đến miếu Xa Vùn, nơi thờ đức thánh Cao Sơn Quý Minh. Đi đầu đoàn rước linh vật là chánh tướng và phó tướng và đi vừa quét dọn đường. Khi chánh tướng hô lớn lên, các quân lính đi theo sẽ reo lên và giả thi đấu. Trong quá trình diễn ra lễ hội, còn có những trò chơi dân gian địa phương xuất hiện như: chơi đu, kéo co, đẩy gậy, cờ tướng...

## Lịch sử
Theo báo Kinh tế và Đô thị, lễ hội Ná Nhèm đã có khi con cháu nhà Mạc mong muốn khôi phục vương triều trong thời kỳ hậu Cao Bằng (1677). Hình ảnh của sinh thực khí nam (tàng thinh) và nữ (mặt nguyệt) là biểu trưng cho khát vọng trường tồn của dòng họ. Bấy giờ, dòng họ Mạc đã phải thay tên, đổi họ thành họ Hoàng, họ Bế – con cháu nhà họ Mạc – trước họa tru di. Để được tiếp tục sinh sôi, nảy nở, dòng họ này đã vác sinh thực khí nam và nữ đi cúng vua để mong vua che chở cho dòng họ sinh sôi, nảy nở.
Vào năm 2012, lễ hội đã được phục dựng và tổ chức thường niên trở lại. Trước đó, lễ hội đã bị gián đoạn khoảng 50 năm. Đến ngày 8 tháng 6 năm 2015, Bộ Văn hóa, Thể thao và Du lịch đã ban hành Quyết định số 1877/QĐ-BVHTT&DL công nhận lễ hội Ná Nhèm là di sản văn hóa phi vật thể Quốc gia. Hiện nay, đây là lễ hội duy nhất tại Việt Nam mà con cháu nhà Mạc được hô vạn tuế với vua tổ của mình; lễ hội duy nhất sử dụng mô hình khí giới để diễn trò và là lễ hội duy nhất đem sinh thực khí nam nữ đi cúng vua.